# Alberto Cantoni
Pour les articles homonymes, voir Cantoni.
Alberto Cantoni, né le 16 novembre 1841 à Pomponesco et mort le 11 avril 1904 à Mantoue, est un écrivain italien.

## Biographie
Il naît au sein d'une riche famille juive de Mantoue qui sera marquée par le Risorgimento. Après ses études à Venise, il parcourt divers pays d'Europe. Lorsque son père meurt en 1889, il s'établit en permanence dans le domaine agricole de famille situé à Pomponesco. Il collabore à la revue littéraire Il Marzocco fondée en 1896 par ses neveux Angiolo Orvieto et Adolfo Orvieto. Il noue des rapports épistolaires avec des grandes plumes de son époque, en particulier avec Pirandello qui apprécie son humour. À la fin de sa vie, il s'intéresse à l'Affaire Dreyfus prenant la défense de son coreligionnaire.
Propriétaire terrien, il passe sa vie à décrire le monde des paysans, leur vie simple et les changements de l'époque. Il est influencé par le mouvement artistique de la Scapigliatura. Parmi ses œuvres, l'on peut distinguer Foglie al vento (1875), son chef-d'œuvre, Un re umorista (1891) et Pietro e Paola (1897). Cependant son roman le plus connu est L'illustrissimo publié de manière posthume en 1905 avec une préface de Pirandello. C'est une description du monde paysan de la province de Mantoue.

## Œuvres
- Foglie al vento. Schizzi vari, in Nuova Antologia, 1875.
- Montecarlo ed il Casino. Novella, Estr. da Nuova Antologia, Roma, Tip. Barbera, 1881.
- Il demonio dello Stile. Tre novelle, Firenze, Barbera, 1887. Nuova ed. Milano, C. Lombardi, 1987.  (ISBN 88-7799-000-7).
- Un re umorista. Memorie, Firenze, G. Barbera, 1891. Nuova ed. Roma, Lucarini, 1991.  (ISBN 88-7033-473-2).
- L'altalena delle antipatie. Novella sui generis, Firenze, G. Barbera, 1893.
- Pietro e Paola. Con seguito di bei tipi. Novella critica, Firenze, G. Barbera, 1897.
- Humour classico e moderno. Grotteschi. Un bacio in erba. Più persone ed un cavallo, Firenze, G. Barbera, 1899.
- Scaricalasino. Grotteschi, Firenze, G. Barbera, 1901.
- L'Illustrissimo. Scene popolari. Romanzo, Nuova antologia di lettere, scienze ed arti, Serie 4 v. 116, Roma, 1905.
- Cantoni, a cura di Riccardo Bacchelli, Collezione "Romanzi e racconti italiani dell'Ottocento", Milano, Garzanti, 1953.
- Lettere di Alberto Cantoni a Luigi Antonio Villari 1895-1903, a cura di Elio Providenti, Roma, Herder, 1993.
- Nato con libertà. Le lettere di Alberto Cantoni ad Angiolo e Adolfo Orvieto (1882-1903), Padova, Il poligrafo, 2007.  (ISBN 9788871155807).